# Rio Barro Duro
Rio Barro Duro är ett vattendrag i Brasilien.   Det ligger i delstaten Maranhão, i den nordöstra delen av landet, 1 600 km norr om huvudstaden Brasília.
Omgivningarna runt Rio Barro Duro är huvudsakligen savann. Runt Rio Barro Duro är det glesbefolkat, med 19 invånare per kvadratkilometer.